# Миколаївський чоловічий монастир (Карповтлаш)
Миколаївський чоловічий монастир — православний чоловічий монастир Хустської єпархії УПЦ (МП), розташований на Марморощині, неподалік села Іза в урочищі Карповтлаш Хустського району Закарпатської області. Заснований преподобним Алексієм Карпаторуським після його звільнення з ув'язнення в 1919 році.

## Історія
Заснований ієромонахом Алексієм (Кабалюком) після його звільнення з ув'язнення в 1919 році.
В 1925 році в Ізі був побудований тимчасовий дерев'яний храм на честь Миколи Чудотворця.
У травні 1925 році ігумен Олексій відмовився від настоятельства і на цю посаду було обрано ігумена Матвія (Вакарова).
У 1926 році монастир був перенесений в урочище Карпутлаш за село.
У 1927 році почалося будівництво другого житлового корпусу і зимової церкви на честь Іоанна Предтечі при ньому. З ініціативи єпископа Дамаскіна (Грданічки) при монастирі були організовані пастирські курси для духовенства.
27 вересня 1936 року, в день Воздвиження Чесного і Животворящого Хреста Господнього, у монастирі було освячено храм на честь Успіння Божої Матері.
До 1944 року в Ізькому монастирі служили 39 осіб, але з них лише 16 були постійно в обителі, а решта опікувалися парафіями та жіночими монастирями.
У 1958 році в ході хрущовської антирелігійної кампанії монастир був закритий, а ченці переселені до Спасо-Преображенського Тереблянского чоловічого монастиря. Землі обителі передали колгоспу, а на його території розмістили туберкульозний диспансер.
У 1991 році монастирські будівлі повернули Українській Православній церкві і почалося його відродження. 12 липня в каплиці апостолів апостолів Петра і Павла архімандритом Спиридоном (Форковцьом) була відслужена перша Літургія.
У 1992 році настоятелем монастиря був призначений архімандрит Стратонік (Легач).
У 1995—1998 роках велося будівництво церкви в честь святителя Миколи.
У 1999 році на монастирському цвинтарі були знайдені мощі засновника обителі архімандрита Алексія (Кабалюка), а у 2001 році відбулося його прославлення у лику місцевошанованих святих як преподобного Алексія Карпаторуського.
Намісник — архімандрит Адріан (Малета).

## Споруди
- Церква на честь Миколая Чудотворця
- Домова церква на честь Воздвиження Чесного і Животворящого Хреста Господнього
- Каплиця святих апостолів Петра і Павла
- Церква на честь прп. Алексія Карпаторуського
- дзвіниця на честь Св. Трійці
- храм преподобного Алексія Карпаторуського

При монастирі діє музей преподобного Алексія Карпаторуського, заснований істориком Юрієм Данильцем.